# 窨子山遗址
窨子山遗址是位于江苏省南京市秦淮区（区划调整前属雨花台区红花乡东风村）的一处青铜器时代文化遗址，为湖熟文化类型。窨子山遗址位于古秦淮河南岸，为平顶大土墩，面积7200平方米。南京博物院于1952年经过试掘，发现文化层厚3.2-3.3米，出土陶器以夹砂红陶为主，有少量橙黄细陶、轮制黑皮陶，以及石箭头、石刀等石器，在2-3米深处还发现了铜箭头。1956年，窨子山古文化遗址被列为南京市文物保护单位。2011年，窨子山遗址被列为江苏省文物保护单位。